# Костел (Шацьк)
Костел у Шацьку — римо-католицький дерев'яний костел у смт. Шацьк Шацького району Волинської області, збудований у 1935 році та знищений у роки другої світової війни.

## Історія храму
У 1935 році в Шацьку на пожертвування парафіян округи збудовано дерев'яний костел.
Шацька парафія виникла у 1938 році, відокремившись від Любомльської парафії Святої Трійці. Належала до Любомльського деканату. до 1943 року адміністратором був ксьондз Станіслав Жирковський, вікарій з Любомля. У 1939 році парафія налічувала близько 600 віруючих. 
Костел був невеликий, більше схожий на каплицю. Знищений у роки Другої світової війни.  